# Korallenfruchttaube
Die Korallenfruchttaube oder Korallen-Flaumfußtaube (Ptilinopus rivoli) ist eine Art der Taubenvögel. Sie kommt in mehreren Unterarten auf südostasiatischen Inseln vor.

## Erscheinungsbild

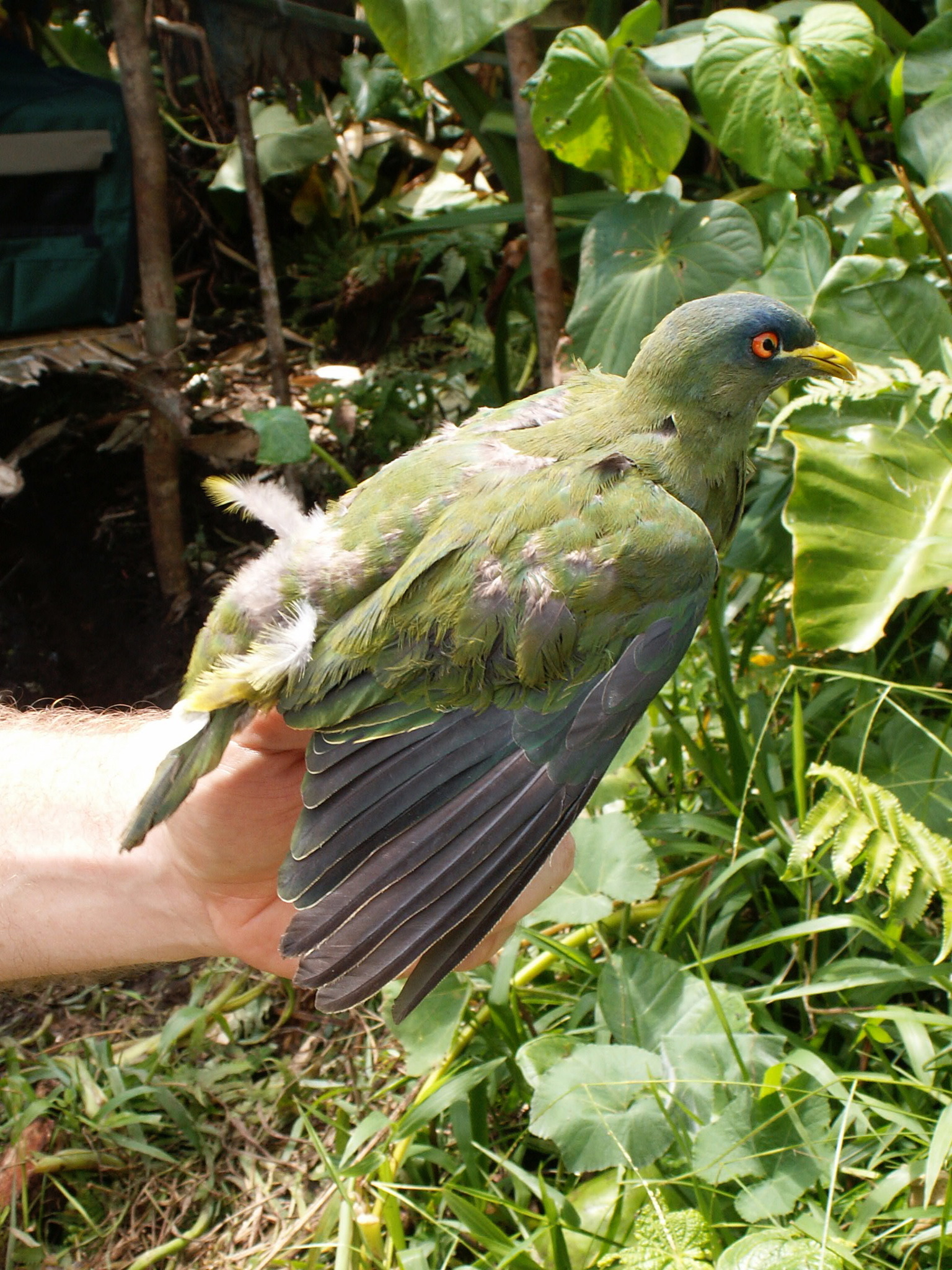
Korallenfruchttaube in der Hand

Die Korallenfruchttaube erreicht eine Körperlänge von 23,5 bis 26 Zentimetern. Sie ist damit kleiner als eine Lachtaube, aber kompakter als diese gebaut. Ihr Schwanz ist kürzer und abgerundet. Es besteht ein auffallender Geschlechtsdimorphismus.
Die Männchen haben eine auffallend purpurrote Kopfkappe. Das Gefieder ist überwiegend dunkelgrün. Auf der Brust befindet sich ein großes halbmondförmiges weißes Band. Je nach Unterart kann dieses Band auch gelblich überhaucht sein. Die Farbe des Bauches und der Unterschwanzdecken variieren gleichfalls je nach Unterart. Die Nominatform hat am Bauch einen länglichen, schmalen Fleck von purpurner Farbe. Die Unterschwanzdecken sind leuchtend gelb. Bei einigen Unterarten ist der Bauch jedoch auch reingelb und die Unterschwanzdecken sind grün. Der Schnabel ist leuchtend gelb. Die Weibchen sind fast durchgängig grün gefiedert.

## Verbreitung und Verhalten
Die Korallenfruchttaube kommt auf Neuguinea und vielen der an Neuguinea angrenzenden Inseln vor. Sie besiedelt unter anderem die Molukken, die Inselgruppe Aru und Umboi. Inseln, auf denen die Korallenfruchttaube verhältnismäßig häufig ist, sind unter anderem Buru, Seram und Karkar.
Der Lebensraum der Korallenfruchttaube ist überwiegend primärer Bergwald. In geringerer Dichte besiedelt sie auch Sekundärwald. Auf Neuguinea ist sie typischerweise in Höhenlagen zwischen 1.000 und 3.260 Meter NN zu finden. Auf kleineren Inseln wie Aru hält sie sich aber auch im Tiefland auf. Es ist eine Art, die überwiegend in den Baumkronen lebt. Trotz der auffälligen Kopfzeichnung des Männchens ist sie dort nur schwer auszumachen. Es ist eine fruchtfressende Art, die Früchte von den Zweigen pickt. Auf den Boden kommt sie nur sehr selten. Das Nest wird lose aus Zweigen zusammengefügt. Das Gelege umfasst zwei Eier, was für auf Neuguinea beheimatete Fruchttauben untypisch ist.

## Belege

### Weblink
- Ptilinopus rivoli in der Roten Liste gefährdeter Arten der IUCN 2013.2. Eingestellt von: BirdLife International, 2012. Abgerufen am 4. Januar 2014.